# 리카르도 페네야 아리아스
리카르도 페네야 아리아스(스페인어: Ricardo Penella Arias, 1957년 2월 25일, 발렌시아 주 카타로하 ~)는 스페인의 전직 축구 선수로, 현역 시절 최후방 수비수로 활약했다.
그는 발렌시아 소속으로 501번의 공식 경기에 출전해 1980년 컵위너스컵을 비롯해 3번의 주요 대회 우승을 거두었다. 라 리가에서 그는 377번의 경기에 출전해 2골을 넣었다.

## 클럽 경력
발렌시아 주 카타로하 출신인 아리아스는 17년의 현역 시절 중 16년을 고향 발렌시아에서 보냈는데, 이 중 15년을 라 리가에서 활약했다. 그의 신고식은 1976년 11월 7일, 3-1로 이긴 말라가와의 안방 경기였는데, 그는 후반 막판에 교체로 들어갔고, 1978년 3월 5일에 열린 세비야와의 메스타야 안방 경기에서는 자신의 1호골을 기록해 3-0 대승에 일조했다. 그는 1980년 컵위너스컵 우승 당시 대회의 8경기에 출전해 1골을 넣었는데, 발렌시아는 브뤼셀에서 열린 결승전에 120분을 소화했으며, 득점 없이 끝난 이 경기에서 승부차기 주사로 나서서 골망을 흔들었다.
그 후, 아리아스는 동지의 수비 주축이 되었다. 발렌시아는 1985-86 시즌이 끝나고 2부 리그로 강등되었지만, 이듬해에 다시 1부 리그로 승격했고, 이 과정에서 그도 1골을 추가했고, 34번의 경기에 꾸준히 출전했다.
1991-92 시즌에 16경기 출전에 그친 35세의 아리아스는 세군다 디비시온의 이웃 카스테욘으로 이적했고, 1년을 더 활약한 뒤 축구화를 벗었다.

## 국가대표팀 경력
아리아스는 스페인 국가대표팀 경기에 1번 출전했다: 그는 1-1로 비긴 1979년 9월 26일 포르투갈과의 발라이도스 친선경기에 뛰었다.

## 은퇴 후
2014년 11월, 아리아스는 기자회견을 통해 파산했음을 밝혔고, 먹고살기 위해 기상천외한 일을 한다고 덧붙였다. 얼마 지나지 않아, 네 자식을 둔 아버지는 발렌시아에 복귀해 구단의 소통 업무를 담당하게 되었다.

## 수상
발렌시아
- 코파 델 레이: 1978–79[13]
- 컵위너스컵: 1979–80[6]
- UEFA 슈퍼컵: 1980[6]
- 세군다 디비시온: 1986–87[8]